# The Monster
『the Monster』（ザ・モンスター）は、1999年4月21日にリリースされたDREAMS COME TRUEの10枚目のアルバムである。

## the Monster

### 概要
- 前作から約1年6ヶ月ぶりのオリジナルアルバム。
- 「朝がまた来る」のヒットもあり、前作で途切れていたオリコンでのミリオンセラーを再び記録。現在までオリジナルアルバムとしては最後にオリコンでミリオンを達成した作品となっている。
- 7曲目の「朝がまた来る」、12曲目の「三日月」は表記はないものの、シングルとは別バージョンとなっている。
- このアルバムを引っさげて、『史上最強の移動遊園地 DREAMS COME TRUE WONDERLAND 1999 〜春の夢〜』を開催。このツアーは珍しくアルバムの曲順通りに行われた。
- 2014年7月16日に、本作を含むVirgin/D.C.T.から発表した3作のオリジナルアルバム(英語盤2作を除く)を価格を下げた上で、USM JAPANより再発売された。(規格品番：UPCY-6903)[注釈 1]

### 収録曲
1. opening theme〜the monster is coming〜
  - 作曲・編曲：中村正人
  - 前アルバム「SING OR DIE」のブックレット最終ページ、special thanks最後の一文がモチーフになっている。
2. なんて恋したんだろ
  - 作詞：吉田美和、作曲：中村正人・吉田美和、編曲：中村正人
  - 25thシングル。
3. みつばち
  - 作詞：吉田美和、作曲・編曲：中村正人
4. go on, baby！
  - 作詞：吉田美和、作曲：中村正人・吉田美和、編曲：中村正人
  - 30thシングル「Go On, Baby! -universal mix-」のカップリングとして収録。
5. キレイキレイ
  - 作詞・作曲：吉田美和、編曲：中村正人
  - ライブで披露されたのは『WONDERLAND 1999 〜春の夢〜』のみである。
6. make me your own
  - 作詞：吉田美和、作曲：中村正人・吉田美和、編曲：中村正人
7. 朝がまた来る
  - 作詞：吉田美和、作曲：中村正人・吉田美和、編曲：中村正人
  - 24thシングル。
  - イントロにSEが、アウトロにアコギの演奏が加わっている。
8. FUNKA-MONSTER
  - 作詞：吉田美和、作曲・編曲：中村正人
9. モンキーガール番外編“ガンバレあたし！”
  - 作詞：吉田美和、作曲：中村正人・吉田美和、編曲：中村正人
  - 「モンキーガール」シリーズの1作。2分弱と非常に短い楽曲で、本作では2番目に短い。
10. 東京ATLAS
  - 作詞：吉田美和、作曲・編曲：中村正人
11. NUDEの夜
  - 作詞：吉田美和、作曲・編曲：中村正人
12. 三日月
  - 作詞・作曲：吉田美和、編曲：中村正人
  - 24thシングル「朝がまた来る」のカップリング。
  - シングルバージョンで最後のノイズ音が3回だったのが4回になっている。
13. 夢で逢ってるから
  - 作詞：吉田美和、作曲：中村正人・吉田美和、編曲：中村正人
  - 25thシングル「なんて恋したんだろ」のカップリング。
14. come closer
  - 作詞：吉田美和、作曲：中村正人・吉田美和、編曲：中村正人
15. dragonfly
  - 作詞・作曲：吉田美和、編曲：中村正人
  - アルバムのラストを飾る2分30秒足らずの楽曲。

### 参加ミュージシャン
中村正人 : Arrangement / All Instruments Except as Noted (except #9) / Vocal (#1) / Backing Vocal Arrangement (except #8, 9, 15) / Vocal Arrangement (#8) / Brass Arrangement (#2, 4, 8, 11, 13)
吉田美和 : Vocal, Vocal Arrangement / Backing Vocals (except #1, 8, 9, 15) / Backing Vocals Arrangement (except #8, 9, 15)
西川隆宏 : Manipulating (except #9) 
PAUL DUNNE : Electric Guitar (#6, 8, 13) / Acoustic Guitar (#2, 7)
DAVID T. WALKER : Electric Guitar (#9, 15)
高田二郎 : Acoustic Guitar (#7)
大谷幸 : Acoustic Piano (#2, 7, 8, 10, 13)
DYNAMITES UK : Brass & Additional Brass Arrangement (#2, 4, 8, 11, 13)
　RAUL D'OLIVEIRA, MARTIN DROVER : Trumpet (#2, 4, 8, 11, 13)
　NICK PENTELOW : Saxophone (#2, 4, 8, 11, 13) / Soprano  Saxophone (#5)
　PETER THOMS : Trombone (#2, 4, 8, 11, 13)
MR. RACK : Flute Sample (#5)
PAUL JOHNSON : Vibraphone (#13)
RALPH MACDONALD, BASHIRI JOHNSON, ERROL BENNETT, STEVEN KROON : Vocals & Percussion (#1)
ROBIN CLARK, FONZIE THORNTON, TAWATHA AGEE : Vocals (#8) / Backing Vocals (#4)

Produced by DREAMS COME TRUE 
Recorded by 後藤昌司, ANDY HEERMANS, BRIAN SPERBER, MIKE PELA 
　　　　 at STARCHILD STUDIO, SEDIC STUDIOS, ONKIO HAUS STUDIOS / TOKYO
　　　　　 THE TOWN HOUSE / LONDON ,   COMPASS POINT STUDIOS / NASSAU, BAHAMAS 
　　　　　 CHUNG KING STUDIOS, AVATAR STUDIOS, CUNTON STUDIOS / NYC
Mixed by ROLAND HERRINGTON
Mastered by VLADO MELLER at SONY MUSIC STUDIOS / NYC

## THE MONSTER -universal mix-
THE MONSTER -universal mix-（ザ モンスター ユニバーサルミックス）は、2001年5月9日にリリースされたDREAMS COME TRUEの10thアルバム「the Monster」の英語版である。

### 概要
- 日本語版に収録されている「モンキーガール番外編“ガンバレあたし！”」は収録されていない。
- 全曲リミックスされている。
- 初回限定盤のみカラーケース・クリアジャケット仕様。

### 収録曲
1. Opening Theme 〜the monster is coming〜
2. No Doubt 〜such sweet love we shared〜
3. Honey-Bee
4. Go On, Baby!！
  - 30thシングルとしてシングルカット。
5. Beautiful Beautiful
6. Make Me Your Own
  - ワンダーランド2007で最後の1フレーズのみをアカペラで披露した。
7. Another Day Without You
8. FUNKA-MONSTER
9. New York Atlas
10. Nude Night
11. Crescent Moon
12. See You In My Dreams
  - 30thシングル「Go On, Baby! -universal mix-」のカップリング。
  - ミュージックビデオが作られた。（「Go On, Baby! -universal mix-」のCD-EXTRA、「DCT CLIPS V1」に収録。）
13. Come Closer
14. Dragonfly

## the Monster 2002:monkey girl odyssey tour special edition
the Monster 2002:monkey girl odyssey tour special edition （ザ モンスター ニセンニ モンキーガールオデッセイツアー スペシャルエディション）は、2002年3月29日にリリースされたDREAMS COME TRUEの10thアルバム「the Monster」の限定版である。

### 概要
- 1999年に発売された「the Monster」の限定盤。ボーナストラックとして、「朝がまた来る　“pp-mix”live version」を収録。
- 2面デジパック&未発表写真を使ったステッカージャケット仕様。

### 収録曲
1. opening theme〜the monster is coming〜
2. なんて恋したんだろ
3. みつばち
4. go on,baby!
5. キレイキレイ
6. make me your own
7. 朝がまた来る
8. FUNKA-MONSTER
9. モンキーガール番外編“ガンバレあたし!”
10. 東京ATLAS
11. NUDEの夜
12. 三日月
13. 夢で逢ってるから
14. come closer
15. dragonfly
16. 朝がまた来る “pp-mix”live version 〜special bonus track〜